# 青森市立久栗坂小学校
青森市立久栗坂小学校（あおもりしりつ くぐりざかしょうがっこう）はかつて青森県青森市大字久栗坂にあった公立小学校。

## 概要
所在地は浅虫トンネル付近のため青い森鉄道線が横を通っており、車内からでもすぐそば（山側）に見ることが出来る。青森市中心部から見ると山の向こう側に位置する。校舎の老朽化は著しく、現在は青森市が管理しており、セコムの警備は着いているため、一部のマニアの間では観光スポットとなっているが、浅虫温泉駅から徒歩25～30分のところにあるため、交通の便が悪い上に、監視が厳しく、近所住民も直ぐに苦情をいれるため、訪れるものも多くはない。
アクセス方法としては、浅虫温泉駅から青森市営バス浅虫線に乗車、久栗坂停留所下車、徒歩15分。

## 基礎情報
- 郵便番号 - 039-3502
- 所在地 - 久栗坂字山辺170

## 沿革
- 1876年（明治9年）3月24日 - 久栗坂村の根井川西岸沿いに、「久栗坂小学」創立。
- 1886年（明治19年）7月 - 「久栗坂簡易小学校」と改称。
- 1892年（明治25年）
  - 4月1日 - 「久栗坂尋常小学校」と改称。
  - 12月1日 - 根井川東岸の山辺1号地に、校舎新築移転。
- 1911年（明治44年）10月28日 - 現在地に校舎新築。
- 1922年（大正11年）4月1日 - 高等科設置し、「久栗坂尋常高等小学校」と改称。
- 1941年（昭和16年）4月1日 - 国民学校令により、「久栗坂国民学校」と改称。
- 1947年（昭和22年）4月1日 - 新学制施行により、「野内村立久栗坂小学校」と改称。同日、久栗坂中学校を併置し、高等科生を中学校に移籍。
- 1948年（昭和23年）8月4日 - 1教室増築。
- 1950年（昭和25年） - 校庭拡張。
- 1951年（昭和26年）12月1日 - 久栗坂中学校が、新たに発足した浅虫中学校の統合校舎に移転。
- 1952年（昭和27年）2月15日 - 校章制定。
- 1955年（昭和30年）9月24日 - 創立80周年記念式典挙行。校歌制定。
- 1962年（昭和37年）
  - 3月12日 - 新校舎2階から出火し、旧校舎とも焼失。
  - 10月1日 - 野内村の青森市への合併に伴い、「青森市立久栗坂小学校」と改称。
- 1963年（昭和38年）
  - 4月30日 - 新校舎竣工。
  - 5月 - 完全給食開始。
- 1976年（昭和51年）
  - 4月30日 - 屋内体育館竣工。
  - 6月27日 - 創立100周年記念式典挙行。
- 1991年（平成3年）8月12日 - 校庭の「いたやかえで」が、青森市指定文化財（天然記念物）となる（詳細は後述）。
- 1993年（平成5年）7月16日 - 県学校給食会バイキングモデル校に指定される（10月6日より、バイキング給食実施）。
- 1996年（平成8年）3月24日 - 創立120周年記念誌「くぐりざか」刊行。
- 2014年（平成26年）3月31日 - 青森市立原別小学校へ統合され廃校[1]。

## いたやかえで
学校敷地には平成3年8月12日に青森市の天然記念物に指定されたいたやかえでがある。この地に古くから自生していたものと推測されている。幹囲3.85m、樹齢は推定300年。江戸時代には旅人の休憩所にもなっていた。
学校創立100周年記念碑にも名が刻まれており、文集の名前や校歌に取り上げられるなど学校や地域のシンボル的な存在となっていた。 

## 学区
久栗坂

## 周辺
- 根井川
- 青い森鉄道線（旧JR東日本東北本線）
- 青森市役所野内支所
- 国道4号青森東バイパス

## 参考資料
- 『新青森市史 別編教育（別巻） 年表・学校沿革』（青森市・2000年3月発行）「学校沿革 (一)小学校」204頁～205頁「久栗坂小学校」